# مورفولين
المورفولاين Morpholine أو المورفالين هو مركب كيميائي عضوي له الصيغة الكيميائية O(CH2CH2)2NH . هذا المركب الحلقي الغير المتجانس، يتميز بوجود كل من الأمين وجماعات الأثير كمجموعات وظيفية. بسبب وجود الأمين، أصبح المورفالين قاعدي؛ يسمى الحمض االمترافق morpholinium. على سبيل المثال، وتحييد المورفالين مع حمض الهيدروكلوريك يكون كلوريد الملح morpholinium.